# 6420 Riheijyaya
6420 Riheijyaya este un asteroid din centura principală de asteroizi.

## Descriere
6420 Riheijyaya este un asteroid din centura principală de asteroizi. A fost descoperit pe 14 decembrie 1993 la Oizumi de Takao Kobayashi. El prezintă o orbită caracterizată de o semiaxă mare de 3,00 ua, o excentricitate de 0,10 și o înclinație de 8,9° în raport cu ecliptica.